# Eugenia ombrophila
Eugenia ombrophila är en myrtenväxtart som beskrevs av Joseph Marie Henry Alfred Perrier de la Bâthie. Eugenia ombrophila ingår i släktet Eugenia och familjen myrtenväxter. Inga underarter finns listade i Catalogue of Life.